# Temporäre Kunsthalle Berlin

Temporäre Kunsthalle (2008–2011)

Die Temporäre Kunsthalle Berlin war ein einmaliges Projekt auf dem Schloßplatz an der nordwestlichen Ecke von Kupfergraben und Karl-Liebknecht-Straße, im Zentrum der deutschen Hauptstadt und wurde nach den Plänen des österreichischen Architekten Adolf Krischanitz 2008 errichtet. Sie war eine privat finanzierte Institution und während ihres zweijährigen Bestehens von September 2008 bis August 2010 Produktionsort und Schaufenster für die bedeutende Szene internationaler Gegenwartskunst in Berlin.

## Konzept
Das Programm zeigte die Vielfalt und Vielschichtigkeit dieses Kunstproduktionsstandorts unter verschiedenen Blickwinkeln.
Mit den Ausstellungen im ersten Jahr wurden formal unterschiedliche und dabei sehr eigenständige künstlerische Positionen vorgestellt, die es dem Betrachter ermöglichten, sich intensiv mit dem Werk eines Künstlers auseinanderzusetzen. Die Auswahl der künstlerischen Positionen stellte internationale, weltweit anerkannte Künstler vor, die mit Berlin verbunden sind und deren Arbeiten gesellschaftlich relevante und politische Themen aufgreifen. Im zweiten Jahr untersuchte die Reihe der von Künstlern kuratierten Ausstellungen die komplexen Beziehungen zwischen Kunstwerk, Institution und Betrachter in direkter Auseinandersetzung mit den Künstlern, ihren Ideen und Netzwerken.
Ergänzt durch lebendige Vermittlungsformate wurden die Ausstellungen einem großen, internationalen Publikum zugänglich gemacht. Ein abwechslungsreiches Veranstaltungsprogramm aus Talks, Podiumsdiskussionen, Videoscreenings und der Montags Bar machten den Bau von Adolf Krischanitz zum neuen Kulturtreffpunkt am Ufer der Spree. Krischanitz Architektur stellte die Kunst in den Vordergrund. Der Ausstellungsraum im Inneren mit 600 m² wurde durch die 1.680 m² große Fassadenfläche erweitert. Sie diente insgesamt drei Projekten als Ausstellungsfläche.

## Geschichte
Auf der Spreeinsel in Berlin-Mitte wurde bis Ende 2008 der Palast der Republik, der als Volkskammer und als volksoffenes Kulturhaus der DDR diente, abgerissen. Auf dem Schlossplatz soll nach Plänen des italienischen Architekten Francesco Stella ein Neubau realisiert werden, der die Vorgabe des Bundestages auf drei Seiten die barocke Fassade des Berliner Stadtschlosses zu rekonstruieren, berücksichtigt. Der Baubeginn des Stadtschlosses in Form des Humboldtforums war für Herbst 2010 / Frühjahr 2011 angesetzt, verzögerte sich jedoch bis 2014.
Noch während des Abrisses des Palastes der Republik bis zum Baubeginn des Humboldtforums stellte die Kunsthalle eine Zwischennutzung des Schlossplatzes dar. Dem voraus ging ein Wettbewerb um die Zwischennutzung des Berliner Schlossplatzes, in dem sich das Projektteam White Cube Berlin mit einem Entwurf des Wiener Architekten Adolf Krischanitz und der Finanzierungszusage der Stiftung Zukunft Berlin gegenüber anderen Konkurrenten durchsetzen konnte.
Die Idee einer „temporären Kunsthalle Berlin“ wurde initiiert von Constanze Kleiner und Coco Kühn und fand ihren Ursprung in der elf Tage andauernden Ausstellung 36 × 27 × 10, die im Dezember 2005 kurz vor dem Abriss, im ehemaligen Palast der Republik stattfand. Dazu hatten sich durch das Engagement von Thomas Scheibitz und unter der künstlerischen Leitung von Heike-Karin Föll 36 internationale, in Berlin lebende Künstler spontan im White Cube – einem Einbau der Künstlerinitiative FRAKTALE – zusammengefunden. Die Ausstellung im entkernten Palast der Republik zählte circa 10.000 Besucher und verwies auf das Fehlen einer Kunsthalle für zeitgenössische Kunst sowie auf das große Potential, für welches Berlin als internationaler Standort für Kunstproduktion bekannt ist.
Die Stiftung Zukunft Berlin, die bereits den Bau der Temporären Kunsthalle Berlin durch Zuwendungen von 950.000 Euro ermöglichte, unterstützte auch im zweiten Jahr den Betrieb der Halle in ähnlicher Höhe. Die Stiftung unterstützte das Projekt bereits seit März 2007. Als rein privat finanziertes Projekt erteilte der Berliner Senat im Oktober 2007 dem Projekt den Zuschlag.
Das Gebäude wurde zum 31. August 2010 geschlossen und Anfang 2011 demontiert und eingelagert.
Die in Wien ansässige Kunststiftung Thyssen-Bornemisza Art Contemporary (T-B A21) kündigte im Sommer 2011 an, das Gebäude ab 2012 für fünf Jahre nutzen zu wollen. Errichtet werden sollte die Halle bis Herbst 2011 im Schweizergarten, zwischen Arsenal und 20er Haus. Bei der Neueröffnung von letzterem als 21er Haus erklärte Adolf Krischanitz im September 2011, dass die Aufstellung vermutlich im Frühjahr 2012 vorgenommen werden könne. Im November 2011 verkündete Francesca von Habsburg wiederum, dass der Plan bis auf Weiteres verschoben sei.

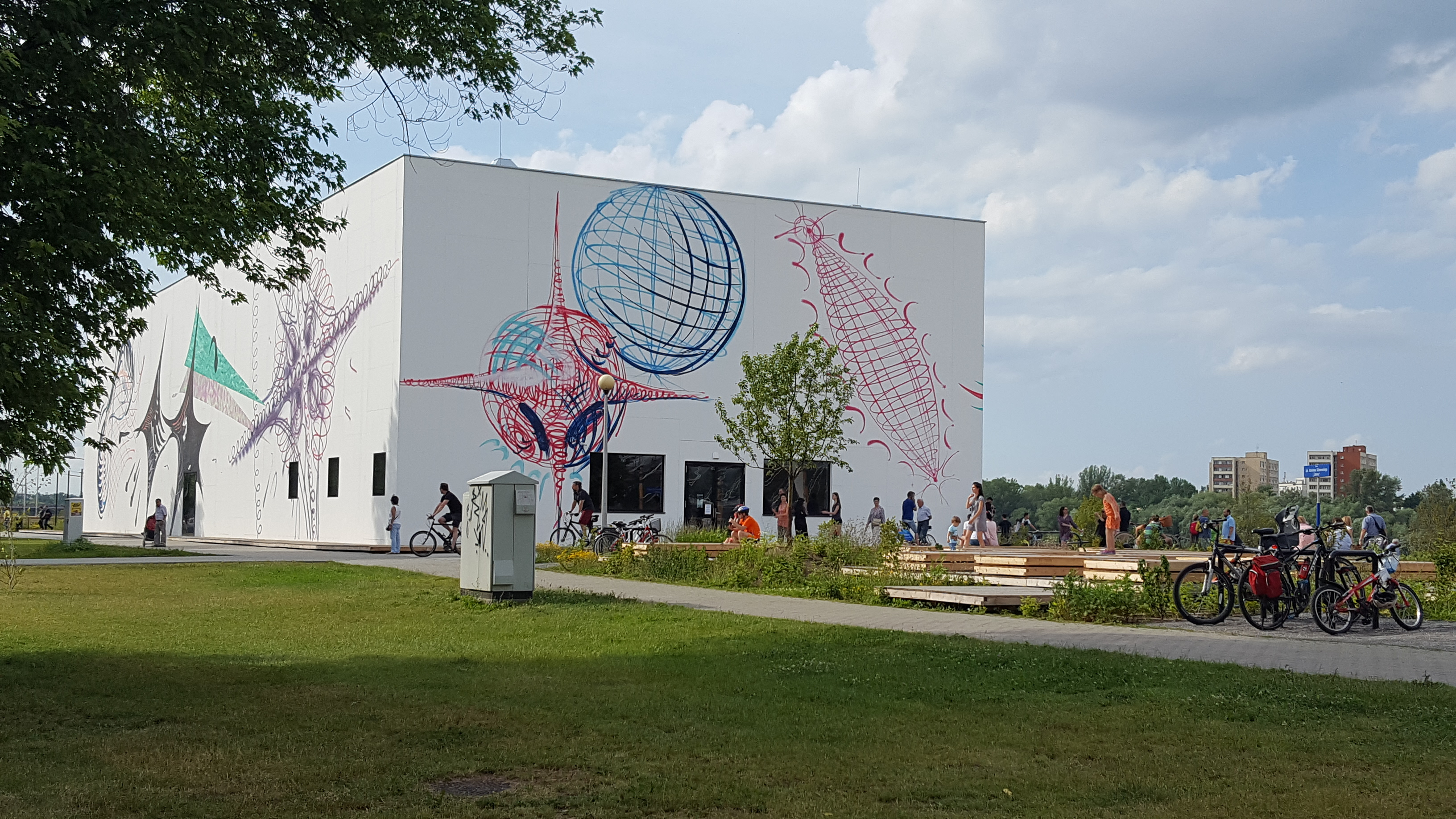
Der provisorische Museumspavillon an der Weichsel, Warschau

Das Gebäude wurde schließlich nach Warschau gebracht, wo es im Herbst 2016 an der Weichsel in Nachbarschaft zum Wissenschaftszentrum Kopernikus als „Muzeum nad Wisłą“ aufgebaut wurde. Inzwischen außen komplett weiß angestrichen, eröffnete darin am 25. März 2017 die erste Ausstellung an diesem Ort. Die Halle dient die nächsten Jahre als Ausweichquartier für das Muzeum Sztuki Nowoczesnej w Warszawie (Museum für zeitgenössische Kunst Warschau) für das im Winter 2016/2017 abgerissene ehemalige Möbelhaus „Dom Meblowy Emilia“ in der Ulica Emilii Plater.

## Architektur

Temporäre Kunsthalle Berlin vor ihrer Demontage im Januar 2011

Die zeitliche Begrenzung der Temporären Kunsthalle Berlin fand ihre Entsprechung in der zweckmäßigen, klaren Architektur von Adolf Krischanitz, der bereits 1993 für die Kunsthalle Wien einen temporären Bau errichtete.
„Die temporäre Kunsthalle am Schlossplatz in Berlin ist ein Pavillon mit kurzer Errichtungsdauer. Die nachhaltige Wirkungspräsenz mit Strahlkraft in den öffentlichen Raum wird durch die Bespielbarkeit mit Kunst auch nach Außen erreicht. Das Gebäude wird dadurch zum Kunstobjekt. Die mächtige Hallenkonstruktion verbirgt den eigentlichen Ausstellungsraum von 30 × 20 × 10,5 m.“ – Adolf Krischanitz
Das Außenmaß der Halle erstreckte sich auf einer Grundfläche von 20 × 56,25 m mit einer Höhe von 11 m. Der Eingangsbereich führte in ein Foyer mit der Buchhandlung Walther König und den flankierenden Nebenräumen. Von dort erschloss sich der Ausstellungsraum als klassischer White Cube mit einem 600 m² großen Ausstellungsraum. Im südlichen Gebäudeabschnitt befand sich das Café FRIEDRICH.
Die Halle war als Holzkonstruktion mit Fachwerkträgern konzipiert. Die umlaufenden Streifenfundamente bildeten eine stabile Basis für die aufstrebenden Holzelemente. Sowohl die Oberflächen der Außenhaut als auch die der inneren Wände in den drei Haupträumen bestand aus Faserzementplatten.
Das Besondere an dem Entwurf war seine Grundhaltung, der Kunst und nicht der Architektur den Vorrang zu geben. Das wurde sowohl durch die einfache Form, als auch durch die Idee einer bespielbaren Außenhaut erreicht. Diese Transformation konnte entweder durch eine direkte Bemalung oder Plakatierung der Faserzementplatten oder durch verhüllende Banner erfolgen. Insgesamt ergab sich hierfür eine Fläche von 1680 m².

## Ausstellungsprogramm
Auf einer Ausstellungsfläche von fast 600 m² innen und der wandelbaren, 1680 m² großen Fassade wurden innerhalb von zwei Jahren insgesamt zwölf Projekte realisiert:
Gerwald Rockenschaub, Bettina Pousttchi und Carsten Nicolai verwandelten mit ihrer Fassadengestaltung jeweils das Erscheinungsbild der Halle im öffentlichen Raum.
Im Innenraum stellten im ersten Ausstellungsjahr die Mitglieder des Künstlerischen Beirats (Gerald Matt, Julian Heynen, Katja Blomberg und Dirk Luckow) jeweils eine monografische Ausstellung international anerkannter Einzelpositionen (Candice Breitz, Simon Starling, Katharina Grosse und Allora & Calzadilla) vor.
Ferner wurden in schnellerer Folge vier Künstler (Christine Würmell, Regine Müller-Waldeck, Marieta Chirulescu, Michael Haikimi) eingeladen, den Projektraum im Foyer der Temporären Kunsthalle zu bespielen.
Im zweiten Jahr spiegelten fünf Gruppenausstellungen die Vielfalt und die Vielschichtigkeit der Berliner Kunstszene wider. Dafür wurden international renommierte und in Berlin lebende Künstler als Kuratoren (Kirstine Roepstorff, Karin Sander, Phil Collins, Tilo Schulz, John Bock) eingeladen. Mit subjektiver Sichtweise stellten sie künstlerische Positionen in eigenständig konzipierten Ausstellungen vor, die einen spezifischen Blick auf die Facetten der in Berlin entstehenden Kunst ermöglichen. Das Ausstellungsprogramm entwickelt Angela Rosenberg (Kuratorisches Management) in Absprache mit den künstlerischen Beratern (Dieter Rosenkranz und Coco Kühn) der Temporären Kunsthalle Berlin. Realisiert wurden die Ausstellungen von Agnes Wegner (Ausstellungsleiterin).

## Veranstaltungen
Das Programm der Temporären Kunsthalle Berlin reichte von Diskussionen und Vorträgen über Filmvorführungen bis zu Lesungen, Performances und Konzerten. Hier wurden aktuelle Fragen der internationalen Kunstszene, der Kunstproduktion in Berlin und ihrer Präsentationsformen diskutiert. In der regelmäßig stattfindenden Montags Bar im Café FRIEDRICH stellten sich wechselnde Künstler für einen Abend als DJs an die Plattenspieler.
Daneben fanden in der Temporären Kunsthalle Berlin Veranstaltungen von deren Partnern statt. So lud beispielsweise die Stiftung Zukunft Berlin in der Reihe „StreitOrt“ zu Gesprächen rund um den Themenkreis des geplanten Humboldtforums ein und die Seminare des Masterstudiengangs a42.org, der Akademie der Bildenden Künste Nürnberg beschäftigten sich mit „Raumproduktion in der Berliner Republik“.